# 迪安·布思
迪安·布思（英語：Dean Booth，1977年—），新西兰男子游泳运动员。他曾代表新西兰参加2000年夏季残疾人奥林匹克运动会游泳比赛，获得一枚金牌和一枚铜牌。